# 이재기 (1845년)
이재기(李在璣, 1845년 7월 14일 ~ ?)는 조선 말기의 문신, 통역관이다. 자(字)는 형보(衡輔), 본관은 우계, 경기도 포천 출신.
1887년 승문원의 천거로 이문학관이 되었으나 곧 사직하였다. 그해 부사맹에 임명되었다.

## 생애
경기도 포천군 일동면 기산리 출신이다. 고조부는 이성석이고. 증조부는 한걸(漢傑)이고, 조부는 현과(顯果)이며, 아버지는 기녕(夔寧)이고, 어머니는 전주이씨(全州李氏)로 지후(技厚)의 딸이다. 형제로는 형 재곤이 있는데, 재곤은 백부 희령의 양자가 되었다.
성균관전적, 봉상시첨정을 지낸 이현상은 재종조부이고, 분서 이봉녕은 재종숙이다. 6대조 이상우가 먼 일족 이영구의 양자로 입양되어 경기도 광주군 낙생면 대장리(훗날의 성남시 분당구 대장동)에서 영평군 이동면 장암리 배상동(현, 포천시 이동면 장암리 배선골부락)으로 오게 되었다.
1887년(고종 24) 1월 17일 승문원의 건의로, 정장하여 체직한 이문학관 김진현(金璡鉉)을 대신하여, 차하하여 군직에 붙여 임명되었다. 바로 승문원이문학관이 되었다. 1월 18일 정장을 올려 체직하였다. 1월 19일 병비의 인사에서 부사맹에 임명되었다. 최종 관직은 수의부위 충무위부사맹(修義副尉忠武衛副司猛)에 이르렀다.
묘소는 경기도 포천시 일동면 기산리 79번지에 안장되었다.

## 가족 관계
- 조부 : 이현과(李顯果, 1769년 2월 4일 ~ 1845년 1월 18일)
- 아버지 : 이기녕(李夔寧, 1810년 6월 28일 ~ 1884년 1월 15일)
- 어머니 전주이씨(全州李氏, 1815년 11월 11일 ~ 1891년 4월 3일), 이지후(李技厚)의 딸
  - 동생 : 이재곤(李在坤)
- 부인 : 고성이씨(固城李氏, 1845년 7월 5일 ~ ?), 이인규(李寅奎)의 딸, 조부는 기(頎), 증조 득증(得曾), 고조부 증 사복시정 호춘(扈春), 철성부원군 이림(李琳) 후
  - 아들 : 이행선(李行善)
  - 아들 : 이홍선(李弘善)
  - 사위 : 정양조(鄭陽朝), 동래인 부 기하(東萊人父基夏)
  - 사위 : 이삼응(李三應), 전주인 부 인달(全州人父仁達), 인흥군 이영(仁興君 李瑛) 후, 동은군 부(東恩君 榑) 6대손
  - 사위 : 이욱열(李煜烈), 고성인 부 종숙(固城人父鍾淑), 철성부원군 이림(李琳) 후
  - 사위 : 윤영(尹榮), 파평인 부 행일(坡平人父行一)
- 처부 : 이인규(李寅奎)
- 장모 : 남양홍씨(南陽洪氏), 홍윤혁(洪允赫)의 딸|